# زندگی‌های به فنا رفته
زندگی‌های به فنا رفته (ایتالیایی: Vite a perdere) یک فیلم تلویزیونی درام ایتالیایی است که در سال ۲۰۰۴ منتشر شد.

## گزیدهٔ بازیگران
- اَلسیو بونی
- کارین پروئیا
- جامپائولو مورلی
- سیمونه کورنته
- آلساندرو پـِرِته
- نینتو داولی
- پائولو گراتسیوزی
- لیدیا ویتاله
- فرانچسکو سالوی
- آلفردو پئا
- پینو کوارتولو
- آنتونیو پنارلا